# Luca Sannino
Luca Sannino (Napoli, 24 dicembre 1986) è un attore italiano.

## Biografia
Giovanissimo frequenta l'Accademia nazionale d'arte drammatica di Roma.
In teatro ha preso parte a diversi spettacoli tra cui Closer di Patrick Marber; Dr. Jekyll e Mr. Hyde - Sogni e Visioni e Journeys of Love and more Love (testo e regia di Ali Zaidi al Napoli Teatro Festival Italia).
In televisione ha interpretato diversi ruoli in fiction di successo, come la seconda stagione de Il commissario Manara, regia di Luca Ribuoli, e R.I.S. 5 - Delitti imperfetti, regia di Fabio Tagliavia. Ha preso parte a Il clan dei camorristi, per la regia di Alessandro Angelini e Alexis Sweet, dove ha interpretato Gennaro Teduccio, e alla seconda stagione de Il tredicesimo apostolo, nel ruolo di Daniele Montirosi.

## Filmografia

### Cinema
- Il grande sogno, regia di Michele Placido (2008)
- A porte aperte, regia di Daniele Grillo – cortometraggio (2010)

### Televisione
- La squadra 6 – serie TV (2005)
- R.I.S. 5 - Delitti imperfetti – serie TV (2008)
- Volami nel cuore, regia di Roberto Cenci – varietà (Rai Uno, 2008)
- Il commissario Manara 2 – serie TV (2011)
- Il clan dei camorristi, regia di Alessandro Angelini e Alexis Sweet – miniserie TV (2012)
- Il tredicesimo apostolo 2 – serie TV (2014)

## Teatro
- Ascesa e caduta della città di Mahagonny di Weill/Brecht, regia di Graham Vick (2015)
- LapènLapèn regia di E. Gigliotti (2015)
- It Wound Killer Now da P. Ridley, regia di L. Fiamenghi (2014)
- Centocinquanta la gallina canta, da Achille Campanile, regia di M. Chiesa (2014)
- Le Cognate di Eric Assous, regia di Eleonora D'Urso (2014)
- Closer di Patrick Marber, regia di M. Chiesa (2013)
- Amici Assenti di Alan Ayckbourn, regia di M. Chiesa (2013)
- Black Comedy di Peter Shaffer, regia di Eleonora D'Urso (2013)
- Senza Croce, regia di E. Gigliotti, Festival Innesti (2012)
- Dr. Jekyll e Mr. Hyde - Sogni e Visioni, regia di Giancarlo Sepe (2011-2012)
- Generazione Emmoticon di L. Trezza, Selezione Scenario (2011)
- Altri amori, regia di D. Muratore, "Garofano Verde" (2010)
- Officina Teatrale[4] rr.vv. a cura di Rodolfo di Giammarco (2010)
- Bolle di sapone, scritto e diretto da Luca Scarlini (2009-2011)
- Girotondo di A. Schnitzler, regia di M. Chiesa (2009)
- The Kitchen di A. Wesker, regia di M. Chiesa (2009-2011)
- Journeys of Love and more Love[collegamento interrotto] , testo e regia di Ali Zaidi, Napoli Teatro Festival Italia (2009)
- 23 Maggio 1992 , performance diretta da Emma Dante, La Vicaria di Palermo (2009)
- Morti senza sepoltura di J. P. Sartre, regia di E. Rocca (2008)
- Svenimenti dagli Atti Unici di Anton Cechov, regia di Lilo Baur (2008)
- Il racconto d'inverno di William Shakespeare, regia di F. Manetti (2007)
- La Trilogia d'Ircana di Carlo Goldoni, regia di L. Salveti, 39⁰ Biennale di Venezia (2007)
- Street Romeo and Juliet da William Shakespeare, regia di G. Greco (2006)
- DIYALOG STRASSENKINDER 06, regia di Lorca Renoux, Teatro Hebbel Am Ufer/HAU 2 di Berlino (2006)